# John O'Hara
Pour les articles homonymes, voir O'Hara.
Œuvres principales
- Rendez-vous à Samarra (1934)
- 10, rue Frederick (1956)

John O'Hara, né le 31 janvier 1905 à Pottsville en Pennsylvanie et mort le 11 avril 1970 à Princeton au New Jersey, est un écrivain et scénariste américain. Il est l'auteur de nombreux romans, d'une centaine de nouvelles et de scénarios de films tournés à Hollywood dans les années 1940.

## Biographie
Ami d'Ernest Hemingway et de Francis Scott Fitzgerald, John O'Hara a écrit de nombreux feuilletons et nouvelles pour le magazine américain The New Yorker. Ses scénarios et ses romans ont été très bien accueillis par la critique au point qu'on le surnomma le « Balzac américain ». 
L'univers de ses livres tourne autour de tous les problèmes liés à la récession et à la prohibition dans l'Amérique des années 1930. Mais sa vie tumultueuse avec de nombreuses femmes, ses excès de boisson et son passé peu glorieux (il quitta très vite l'école pour gagner sa vie en tant que mécanicien, secrétaire, steward, gardien de parc, camelot, reporter...) le mirent au ban des grands écrivains américains. 
La critique n'a pas cessé pour autant de parler de l'enfant prodige de Pottsville. Ses derniers romans (pas tous traduits en français), 10 rue Frédérique, From the terrace, À corps perdu, sont considérés comme des échecs dans sa production romanesque ; mais ils décrivent avec une telle acuité la vie quotidienne de l'Amérique puritaine que l'on peut facilement oublier leurs quelques longueurs. O'Hara remporte cependant le National Book Award en 1956 avec le roman 10, rue Frederick (Ten North Frederick).
Une des œuvres majeures de John O'Hara est Rendez-vous à Samarra, qu'il publie en 1934, et dont Hemingway disait : « Si vous rêvez d'un roman magnifique, écrit par un auteur qui maîtrise parfaitement son sujet, lisez Rendez-vous à Samarra ». Chef-d'œuvre d'une peinture de la bourgeoisie des villes secondaires aux États-Unis, ce roman est d'abord une étude fine et sensible de Julian English qui par des actes de rébellion signe son autodestruction. Citons aussi un roman féminin, Gloria, l'histoire d'une femme qui se dresse contre une façon normale de vivre et met avant tout son indépendance en avant, est adaptée au cinéma par Daniel Mann, sous le titre La Vénus au vison (BUtterfield 8), avec Elizabeth Taylor.
Un écrivain qui s'est battu contre la grande et la moyenne-bourgeoisie dans tout ce qu'elle avait d'étriqué et d'hypocrite. Souvent, cependant, sa révolte le mène au même point, celui de non retour.

## Œuvre

### Romans
- Appointment in Samarra (1934) Rendez-vous à Samarra, Paris, Seuil, coll. « Pierres vives » no 28, 1948 ; réédition, Paris, Le Livre de poche no 2432, 1968 ; réédition, Paris, éditions Bernard Pascuito, 2005  (ISBN 2-35085-000-5) ; réédition, Paris, Payot & Rivages, coll. « Rivages poche. Bibliothèque étrangère » no 560, 2007  (ISBN 978-2-7436-1635-9) ; réédition dans une traduction révisée par Clément Ribes, Paris, Éditions de l'Olivier, 2019  (ISBN 978-2-8236-1442-8)
- Butterfield 8 (1935) Inspiré de la vie et la mort de Starr Faithfull[1]; traduit en français par Yves Malartic sous le titre Gloria, Paris, Morgan, 1947[2] ; réédition dans une traduction révisée et augmentée par Benjamin Guérif sous le titre  L'Enfer commence avec elle, éditions Bernard Pascuito, 2008  (ISBN 978-2-35085-060-3) ; réédition, Le Livre de poche, coll. « Biblio » no 31924, 2012[3],[4] (ISBN 978-2-253-12921-9)
- Hope of Heaven (1938) C'était le paradis, Paris, Éditions du Scorpion, coll. « Romans noirs » no 28, 1949 ; réédition dans une traduction revue et corrigée par Anouk Neuhoff sous le titre Une lueur de paradis, éditions Bernard Pascuito, 2006  (ISBN 978-2350850184 et 2350850188) ; réédition, Paris, Le Livre de poche, coll. « Biblio roman » no 31728, 2010  (ISBN 978-2-253-12920-2)
- Pal Joey (1940)
- A Rage to Live (1949)A corps perdu, traduit par Hélène Claireau, 580p.,  Paris, Eds du Scorpion, 1950.
- The Farmers Hotel (1951)
- Ten North Frederick (1955) 10, rue Frederick, traduit par Micheline Barrault, Paris, éditions Julliard, coll. « Capricorne », 1958
- A Family Party (1956)
- From the Terrace (1958)
- Ourselves to Know (1960)
- The Big Laugh (1962)
- Elizabeth Appleton (1963)
- The Lockwood Concern (1965)
- The Instrument (1967)
- Lovey Childs: A Philadelphian's Story (1969)
- The Ewings (1970)
- The Second Ewings (1972)

### Recueil de nouvelles
- The Doctor’s Son and Other Stories (1935)
- Files on Parade 1939)
- Pipe Night (1945)
- Hellbox (1947)
- Sermons and Soda Water: A Trilogy of Three Novellas (1960) La Fille sur le coffre à bagages, traduction (de la première nouvelle "The Girl on the baggage truck") par Caroline Didi, éditions Bernard Pascuito, 139p., 2007  (ISBN 978-2350850313) ; réédition, Paris, Le Livre de poche, coll. « Biblio » no 32786, 2012  (ISBN 978-2-253-12922-6)
- Assembly (1961)
- The Cape Cod Lighter (1962)
- The Hat on the Bed (1963)
- The Horse Knows the Way (1964)
- Waiting for Winter (1966)
- And Other Stories (1968)
- The Time Element and Other Stories (1972)
- Good Samaritan and Other Stories (1974)
- Gibbsville, PA, The Classic Stories, Da Capo Press (1993)

### Nouvelle
- Graven Image (1943) L'Idole, dans Nouvelles américaines classiques, édition bilingue par Pierre Morel, Paris, Pocket, coll. « Langues pour tous » no 2714, 2004  (ISBN 978-2-266-13975-5)

### Théâtre
- Five Plays (The Farmers Hotel, The Searching Sun, The Champagne Pool, Veronique, The Way It Was) (1961)
- Two by O'Hara (The Man Who Could Not Lose, Far from Heaven) (1979)

### Autres publications
- Sweet and Sour (1954)
- My Turn (1966)
- Letters (1978)

## Filmographie

### Comme scénariste
- 1940 : Il épouse sa femme (He Married His Wife), film américain réalisé par Roy Del Ruth, avec Joel McCrea et Nancy Kelly
- 1940 : Tanya l'aventurière (I Was an Adventuress), film américain réalisé par Gregory Ratoff, avec Vera Zorina et Erich von Stroheim
- 1942 : La Péniche de l'amour, film américain réalisé par Archie Mayo, avec Jean Gabin et Ida Lupino
- 1948 : La Folle Enquête (On Our Merry Way), film américain réalisé par Leslie Fenton et King Vidor, avec James Stewart et Henry Fonda